# Луї Остен
Луї Остен (фр. Louis Hostin, 21 квітня 1908 — 29 червня 1998) — французький важкоатлет.
Олімпійський чемпіон 1932 (до 82,5 кг), 1936 (до 82,5) кг років, срібний призер 1928 року в категорії до 82,5 кг.
Срібний призер Чемпіонату світу 1937 року в категорії до 82,5 кг, бронзовий призер 1938 року в категорії до 82,5 кг.